# بيتر كلين
بيتر كلين (بالإنجليزية: Peter Clyne)‏ هو كاتب أسترالي، ولد في 1927 في فيينا في النمسا، وتوفي في 1987 في سيدني في أستراليا.